# George Green
George Green (Sneinton, condado de Nottinghamshire 14 de Julho de 1793 — Nottingham, 31 de Maio de 1841) foi um matemático e físico inglês.
Na sua obra Essay on the Application of Mathematical Analysis to the Theory of Electricity and Magnetism (1828) introduziu a noção de função potencial no estudo dos campos magnéticos. O teorema de Green, que demonstrou em 1828 facilitou bastante o estudo das funções. O asteróide 12016 Green foi baptizado em sua honra.

## Matemático
Antes de falecer em 1829, o pai de Green havia se tornado um membro da pequena nobreza devido à sua considerável riqueza acumulada e terras possuídas, cerca de metade das quais ele deixou para seu filho e a outra metade para sua filha. O jovem Green, agora com 36 anos, consequentemente foi capaz de usar essa riqueza para abandonar suas funções de moleiro e prosseguir os estudos matemáticos.

### Cambridge
Membros da Biblioteca de Assinaturas de Nottingham que conheciam Green repetidamente insistiram que ele obtivesse uma educação universitária adequada. Em particular, um dos assinantes de maior prestígio da biblioteca foi Sir Edward Bromhead, com quem Green compartilhou muitas correspondências; ele insistiu que Green fosse para Cambridge.
Em 1832, com quase quarenta anos, Green foi admitido como estudante de graduação no Gonville and Caius College, em Cambridge. Ele estava particularmente inseguro sobre sua falta de conhecimento de grego e latim, que eram pré-requisitos, mas acabou não sendo tão difícil para ele aprendê-los como imaginava, já que o grau de domínio esperado não era tão alto como ele esperava. Nos exames de matemática, ele ganhou o prêmio de matemática do primeiro ano. Se formou com um BA em 1838 como um 4º Wrangler (o 4º aluno com maior pontuação em sua turma de graduação, vindo depois de James Joseph Sylvester que marcou o 2º).

### Bolsista de faculdade
Após sua graduação, Green foi eleito membro da Sociedade Filosófica de Cambridge. Mesmo sem sua posição acadêmica estelar, a Sociedade já havia lido e anotado seu Ensaio e três outras publicações, então Green foi bem-vindo.
Os dois anos seguintes forneceram uma oportunidade sem paralelo para Green ler, escrever e discutir suas idéias científicas. Nesse curto período, ele publicou mais seis publicações com aplicações em hidrodinâmica, som e óptica.

## Fonte de conhecimento
Não está claro para os historiadores exatamente onde Green obteve informações sobre os desenvolvimentos atuais da matemática, uma vez que Nottingham tinha poucos recursos intelectuais. O que é ainda mais misterioso é que Green tinha usado "a Análise Matemática", uma forma de cálculo derivada de Leibniz que era virtualmente desconhecida, ou mesmo ativamente desencorajada, na Inglaterra na época (devido a Leibniz ser contemporâneo de Newton que tinha seus próprios métodos, defendidos na Inglaterra). Esta forma de cálculo e os desenvolvimentos de matemáticos como os matemáticos franceses Laplace, Lacroix e Poisson não foram ensinados nem mesmo em Cambridge, muito menos em Nottingham, e ainda assim Green não só tinha ouvido falar desses desenvolvimentos, mas os aprimorou.
Especula-se que apenas uma pessoa educada em matemática, John Toplis, diretor da Nottingham High School 1806–1819, graduado em Cambridge e um entusiasta da matemática francesa, vivia em Nottingham na época.

## Lista de publicações
- An Essay on the Application of Mathematical Analysis to the Theories of Electricity and Magnetism. By George Green, Nottingham. Printed for the Author by T. Wheelhouse, Nottingham. 1828. (Quarto, vii + 72 pages.)
- Green, George (1835). «Mathematical investigations concerning the laws of the equilibrium of fluids analogous to the electric fluid, with other similar researches». Transactions of the Cambridge Philosophical Society. 5 (part i): 1–63 Presented 12 November 1832.
- Green, George (1835). «On the determination of the exterior and interior attractions of ellipsoids of variable densities». Transactions of the Cambridge Philosophical Society. 5 (part iii): 395–429. Bibcode:1835TCaPS...5..395G Presented 6 May 1833.
- Green, George (1836). «Researches on the vibration of pendulums in fluid media». Transactions of the Royal Society of Edinburgh. 13 (1): 54–62. doi:10.1017/S0080456800022183 Presented 16 December 1833.
- Green, George (1838). «On the reflexion and refraction of sound». Transactions of the Cambridge Philosophical Society. 6 (part iii): 403–413 Presented 11 December 1837.
- Green, George (1838). «On the motion of waves in a variable canal of small depth and width». Transactions of the Cambridge Philosophical Society. 6 (part iii): 457–462. Bibcode:1838TCaPS...6..457G Presented 15 May 1837.
- Green, George (1842). «On the laws of the reflexion and refraction of light at the common surface of two non-crystallized media». Transactions of the Cambridge Philosophical Society. 7 (part i): 1–24 Presented 11 December 1837.
- Green, George (1842). «Note on the motion of waves in canals». Transactions of the Cambridge Philosophical Society. 7 (part i): 87–95 Presented 18 February 1839.
- Green, George (1842). «Supplement to a memoir on the reflection and refraction of light». Transactions of the Cambridge Philosophical Society. 7 (part i): 113–120 Presented 6 May 1839.
- Green, George (1842). «On the propagation of light in crystallized media». Transactions of the Cambridge Philosophical Society. 7 (part ii): 121–140 Presented 20 May 1839.